# Gesamtanlage Mühlheim/Donau
Die Gesamtanlage Mühlheim/Donau in Mühlheim an der Donau im Landkreis Tuttlingen in Baden-Württemberg wurde um 1200 als Planstadt angelegt.

## Beschreibung

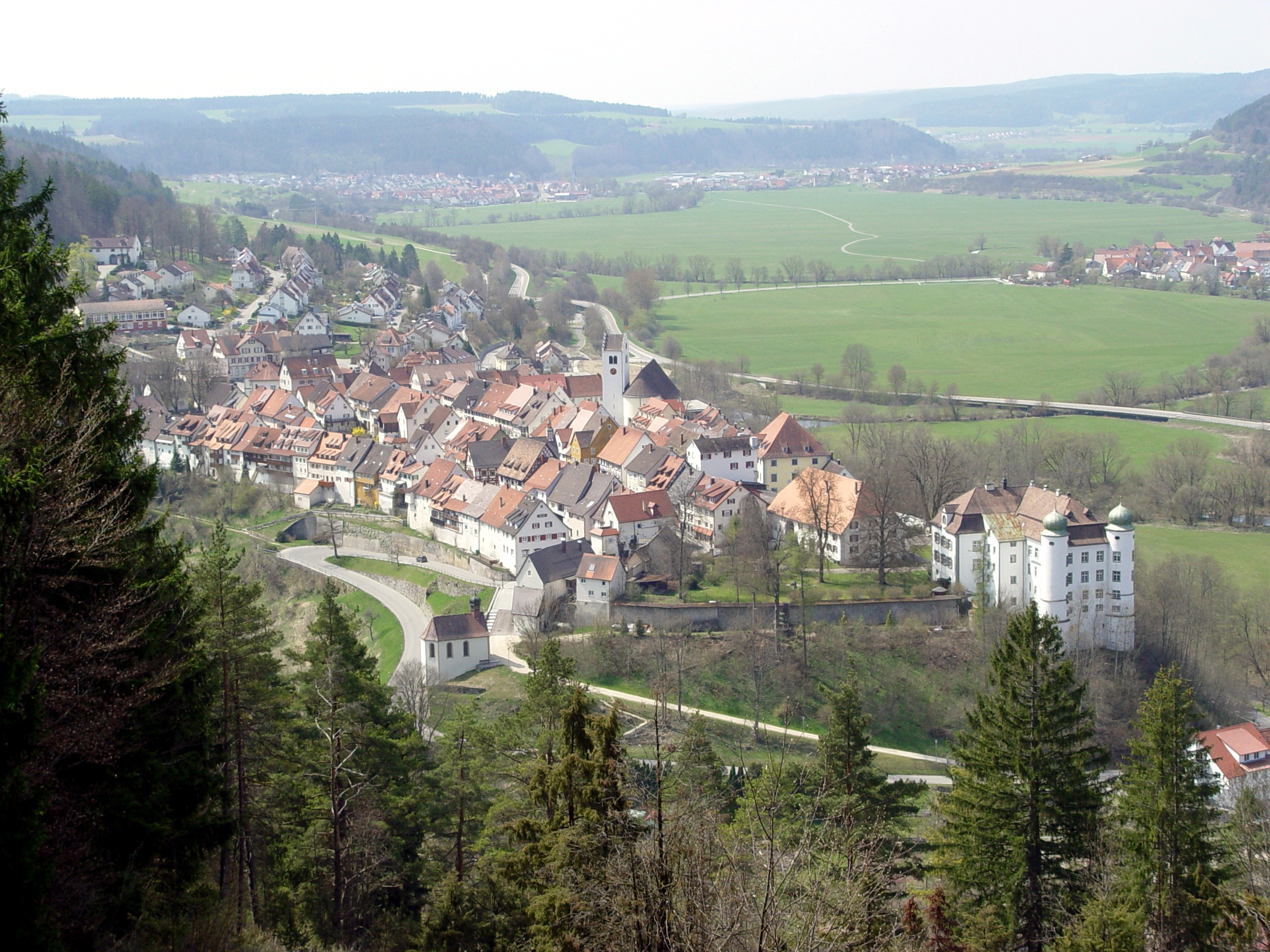
Die Oberstadt von Mühlheim

Mühlheim an der Donau ist eine Stadtneugründung um 1200 und sollte dem Handel aber auch als Herrschaftssitz dienen. Sie wurde innerhalb eines befestigten Bereichs planmäßig angelegt und bis 1825 weder erweitert noch verändert. Die Anlage auf dem Bergsporn wird beherrscht vom Schloss des ehemaligen Stadtherrn und der Kirche. Die geschlossene Bebauung erhebt sich über einem grünen Gürtel von agrarisch ungenützten Halden, bürgerlichen Gärten und Wiesen. Neben dem geschlossenen historischen Baubestand und der Gliederung in Schlossareal und Bürgerstadt begründet ihre markante Silhouette und Einbindung in die alte Kulturlandschaft entlang der Donau die Qualität der Stadt als Gesamtanlage gemäß gemäß § 19 Denkmalschutzgesetz (DSchG). An der Erhaltung besteht ein öffentliches Interesse.
Nach § 19 des Denkmalschutzgesetzes können die Gemeinden seit 1. Januar 1984 Gesamtanlagen durch Satzung unter Denkmalschutz stellen. Davor erfolgte der Schutz durch Verordnung des zuständigen Regierungspräsidiums. Nicht nur einzelne Kulturdenkmale sind dabei geschützt, sondern der ganze Stadtkern mit seinem historischen Grundriss, den Straßen und Plätzen, Grün- und Freiflächen sowie der Gesamtheit der historischen Bausubstanz, an deren Erhaltung aus wissenschaftlichen, künstlerischen oder heimatgeschichtlichen Gründen ein besonderes öffentliches Interesse besteht. Der Stadtkern von Mühlheim ist seit 1979 eine geschützte Gesamtanlage.